# Gaspar de Perea
Gaspar de Perea y Mendoza (siglo XVIII) fue un militar español al que se nombró en 1748 como gobernador de la provincia de Costa Rica, en sustitución de don Juan Gemmir y Lleonart, fallecido a fines de 1747.
Era natural de la ciudad de Tarifa, en el obispado de Cádiz. Era capitán de infantería. 
Casó en primeras nupcias en Tarifa con doña Francisca Salado y Robles. Viudo, pasó a Indias por 1736 como familiar del gobernador del Chocó don Simón de Lezama y se radicó en Buga, donde  y contrajo segundas nupcias el 15 de enero de 1754 con doña Francisca de Urías Arce y Figueredo (m. en Buga en octubre de 1793). Hija del segundo matrimonio fue doña María Francisca de Perea y Urías.
A principios de 1748 el rey don Fernando VI lo nombró como gobernador de Costa Rica, pero él declinó la designación y en su lugar se nombró el 25 de abril de 1748 al capitán Cristóbal Ignacio de Soria y Montero de Espinosa.
Fue alcalde ordinario de Buga en 1757. También fue procurador general y juez de residencia